# Hibワクチン
ヘモフィルス・インフルエンザB型菌ワクチンまたはHibワクチン（ヒブワクチン、Hib vaccine）は、インフルエンザ菌 b型（Haemophlus influenzae type b, Hib）感染症の予防に使われるワクチンである。
Hibワクチンは世界保健機関とアメリカ疾病予防管理センターに推奨されているワクチンである。 生後6ヵ月以内に2回または3回の投与が適切である。米国では生後12ヵ月から15ヵ月の間に4回の投与を勧めている。初回の投与は生後6週間前後からの再投与間隔は最短4週間が推奨される。もし2回だけの投与の場合、後に再投与が勧められる。

## 有効性
定期的予防接種を行っている国での重度のHib感染症は90%以上減少している。結果、髄膜炎、肺炎、急性喉頭蓋炎も減少している。

## 副反応
重度の副作用は稀である。約20-25%の人に穿刺による痛みが生じ、2%の人に発熱が生じる。投与による重度のアレルギー反応との関係性は明解ではない。

## 歴史
初期のHibワクチンは1977年に開発され、1990代にはより効果的なワクチンに改良された。 2013年には、184ヵ国の定期的予防接種で投与される。Hibワクチンは世界保健機関の必須医薬品リストに記載されている医療制度において必要とされる最も効果的で安全な投薬である。2014年の発展途上国におけるHibワクチンを含む5価ワクチンの卸売価格は1投与15.40米ドルである。米国では1投与あたり約25-50ドルである。
ヒブと肺炎球菌は髄膜炎の二大原因である。日本では2007年にHibワクチンが、2009年に肺炎球菌ワクチンのPCV7（7つの血清型が標的）が承認された。
結合型ワクチンとは、免疫応答の低い抗原糖鎖に、抗原タンパク質を結合させて免疫応答を高めるもので、1929年にこの方法が発見され、半世紀以上を経て1987年のHibワクチンではじめて実用化された。
2024年4月から、従来の四種混合（DPT-IPV）ワクチンに組み入れられる形で、五種混合（DPT-IPV-Hib）ワクチンとして定期接種されるようになった。